# Westair Helicopters
Westair Helicopters S.r.l. est un compagnie aérienne d'hélicoptères basée en Europe, spécialisée dans les services de transport offshore, évacuation médicale et recherche et sauvetage (LimSAR) pour l'industrie du pétrole et du gaz.
Le siège de la compagnie aérienne est situé Via Gabriele D'Annunzio, 4, 21010 Vizzola Ticino (Malpensa Business Park), Italie et exploite, conformément aux normes de l'EASA et de l'IOGP, une flotte de Leonardo AW189, AW139 et AW169 en Afrique et en Europe,.
Les bases permanentes des compagnies aériennes sont situées au Congo, au Gabon, en Guinée équatoriale, en Namibie et en Roumanie, et les bases temporaires en Mauritanie et à Sao Tomé.

## Historique
Westair Helicopters S.r.l. a été fondée en 2018 en Italie sous la marque Weststar NDD par Weststar Aviation Services (en), Malaisie, pour offrir des services d'hélicoptères en Afrique à l'industrie pétrolière et gazière, en complément de son activité sur le continent asiatique.
Deux nouveaux partenaires, Westair Aviation (Namibie) et Avico Group (France), ont investi ensemble en 2023 pour prendre la direction de cette société, qui a été rebaptisée Westair Helicopters en conséquence,,.
La flotte était initialement composée d’appareils Leonardo AW139 et AW169.
Des hélicoptères Super Medium Leonardo AW189 ont été intégrés à la flotte en 2022, et un premier Airbus H225 Super Puma a été mis en service par la compagnie en 2025,,.

## Flotte
Westair Helicopters exploite actuellement 14 appareils en Afrique et en Europe, tous dédiés au segment du pétrole et du gaz :
| Aéronefs       | Nombre | Remarques                 |
| -------------- | ------ | ------------------------- |
| Leonardo AW139 | 6      |                           |
| Leonardo AW169 | 4      |                           |
| Leonardo AW189 | 2      |                           |
| Airbus H225    | 3      | mise en exploitation 2025 |